# جون أ. ويليس
جون أ. ويليس (بالإنجليزية: John A. Willis)‏ هو كاتب أمريكي، ولد في 16 أكتوبر 1916 في موريستاون في الولايات المتحدة، وتوفي في 25 يونيو 2010 في مانهاتن في الولايات المتحدة.

## وصلات خارجية
- جون أ. ويليس على موقع قاعدة بيانات برودواي على الإنترنت (الإنجليزية)